# Efeito Poynting-Robertson

Radiação solar (S) e a radição térmica emitida pela partícula, vista (a) de um observador que se move com a partícula (b) de um observador em repouso em relação ao sol.

O efeito Poynting-Robertson (nome derivado de John Henry Poynting e Howard Percy Robertson) é o processo através do qual a radiação solar provoca a movimentação lenta e em espiral dos grãos de poeira existentes no sistema solar. Em 1937, Robertson explicaria este efeito em termos da relatividade geral.
Este efeito é expresso pela fórmula:
{\displaystyle F_{PR}={\frac {Wv}{c^{2}}}={\frac {r^{2}}{4c^{2}}}{\sqrt {\frac {GM_{s}{L_{s}}^{2}}{R^{5}}}}}
Onde W é o trabalho realizado pela radiação, v é a velocidade do grão, c é a velocidade da luz, r é o raio do objecto, G é a constante gravitacional, Ms é a massa do sol, Ls é a luminosidade solar e R é o raio orbital do objecto.